# Richmondska lestvica agitacije in sedacije
Richmondska lestvica agitacije in sedacije ali lestvica RASS (angl. Richmond Agitation-Sedation Scale) je v medicini lestvica za oceno globine uspavanja (sedacije) ali vznemirjenosti (agitacije) osebe. Razvila jo je skupina različnih strokovnjakov na Univerzi v Richmondu, v katero so bili vključeni zdravniki, medicinske sestre in farmacevti.
Lestvica RASS se lahko uporabi za oceno stopnje sedacije oziroma vznemirjenosti pri vseh hospitaliziranih bolnikih. Najpogosteje pa se uporablja za oceno bolnikov, ki prejemajo mehansko predihavanje; z namenom, da se ne doseže prekomerna sedacija. Za oceno sedacije je lestvica RASS le ena od lestvic v uporabi; uporablja se na primer tudi Ramsayeva lestvica sedacije.

## Točkovnik
| Vrednost | Naziv stanja           | Opis |
| -------- | ---------------------- | --- |
| +4       | agresivnost            | Bolnik je očitno borben, nasilen, neposredno nevaren za osebje.                                                 |
| +3       | izrazita vznemirjenost | Bolnik vleče oz. si izvleče tubuse oziroma katetre ali se vede nasilno do osebja.                               |
| +2       | vznemirjenost          | Bolnik izvaja številne nenamerne gibe ali je prisotna dissinhronija med bolnikom in ventilatorjem.              |
| +1       | nemirnost              | Tesnoben, zakrbljen bolnik, ki pa ne izvaja agresivnih, energičnih gibov.                                       |
| 0        | budnost in umirjenost  | Bolnik je spontano pozoren na negovalca.                                                                        |
| −1       | zaspanost              | Bolnik ni popolnoma zbujen, vendar se ob slušni stimulaciji prebudi za vsaj 10 sekund in vzpostavi očesni stik. |
| −2       | blaga sedacija         | Bolnik ob slušni stimulaciji se na kratko (v trajanju manj kot 10 sekund) prebudi in vzpostavi očesni stik.     |
| −3       | zmerna sedacija        | Bolnik se ob slušni stimulaciji premakne, vendar ne pogleda.                                                    |
| −4       | globoka sedacija       | Bolnik je neodziven na slušno stimulacijo, na telesno stimulacijo se odziva z gibi.                             |
| −5       | neodzivnost            | Bolnik je neodziven na slušno ali telesno stimulacijo.                                                          |

## Ovrednotenje bolnika
Richmondsko lestvico agitacije in sedacije so razvili kot orodje za natančno in nedvoumno opredelitev stopnje sedacije, ki temelji na oceni zbujenosti, kognicije in vzdržljivosti. Ocena se lahko opravi hitro, v 30–60 sekundah, pri tem pa ocenjevalec sledi trem zaporednim korakom: opazovanje bolnika, ocena njegovega odziva na slušno stimulacijo in oceno njegovega odziva na telesno stimulacijo.
Koraki ocene bolnikovega stanja glede na Richmondsko lestvico agitacije in sedacije:
1. Opazovanje bolnika: je bolnik buden in miren? (DA: vrednost 0)
  - Ali je bolnikovo vedenje skladno s stanjem nemirnosti in vznemirjenja? (DA: vrednosti od +1 do +4 glede na opis v zgornji preglednici)
2. Če bolnik ni buden, naj ga ocenjevalec glasno ogovori z njegovim imenom in navodilom, da naj odpre oči in pogleda ocenjevalca. Ocenjevalec naj ukaz po potrebi še enkrat ponovi. Če bolnik pogleda ocenjevalca, ga naj ta pozove, da naj z gledanjem nadaljuje. 
  - Bolnik odpre oči in vzpostavi očesni stik, ki traja dlje od 10 sekund (vrednost −1).
  - Bolnik odpre oči in vzpostavi očesni stik, vendar ta traja manj od 10 sekund (vrednost −2).
  - Po slušni stimulaciji bolnik naredi kakršnikoli gib, vendar ne vzpostavi očesnega stika (vrednost −3).
3. Če se bolnik ne odzove na slušno stimulacijo oziroma glasovni ukaz, naj ga ocenjevalec stimulira s potresenjem ramena in, če ob tem ni odziva, z podrgnjenjem po prsnici.  
  - Po telesni stimulaciji bolnik naredi kakršnikoli gib (vrednost −4).
  - Bolnik se ne odzove na slušno ali telesno stimulacijo (vrednost −5).